# 伊戈爾·西科斯基
伊戈尔·伊万诺维奇·西科尔斯基（1889年5月25日—1972年10月26日），帝俄及美國烏克蘭裔航空工程師，他设计了世界上第一架四引擎飞机和第一种投入生产的直升机，现代直升机常用设计形式（单旋翼带尾桨）的提出者。

## 生平
西科尔斯基生于俄罗斯帝国基辅，是家中五个孩子中最小的一个。其父是一个心理学教授，其母为医生。西科尔斯基的母亲从小给予他很多关于艺术方面的教育，特别是达芬奇的生平和作品以及凡尔纳的科幻作品，尤其是《征服者罗比尔》给了西科斯基很大的启发。西科尔斯基从小就制作模型飞机，在12岁的时候西科尔斯基成功制作了一个橡皮筋动力的直升机。
西科尔斯基于1903年－1906年在圣彼得堡的海军战争学院学习，1906年－1907年在巴黎理工院校学习过一段工程学，随后于1907年－1909年在基辅工学院学习。1908年西科尔斯基随其父在德国旅游时在报纸上看到莱特兄弟和他们的飞机的照片。西科尔斯基后来说“在24小时之内，我的决定改变我的人生目的，我要学习飞行。”在其姐姐的资助下，西科尔斯基于1909年中断在基辅工学院的学习到巴黎学习空气动力学。巴黎是当时欧洲的飞行中心，在巴黎西科尔斯基见到了几个著名的法国飞行员，例如第一个飞越英吉利海峡的路易斯·布莱里奥。同年西科尔斯基回到基辅开始试制航空器，1909年7月，他在家造出了第一架直升机的模型样机，1910年，他又制造了第二架直升机模型样机。接下来他把主要的精力都放在固定翼飞机的研发上面。1910年，西科斯基与同学合作制造了БИC-1、БИC-2飞机。1911年，他独自设计并制造了C-5型飞机，并完成了30秒试飞。同年，C-6飞机成功试飞，成员组3人。后面又改出C-6A飞机并获得奖项。
1911年，西科尔斯基开始担任位于圣彼得堡的机械制造企业“俄罗斯-波罗的海运输厂”（PБВЗ）总工程师，负责监造飞机。1913年，C-21“俄罗斯骑士”（Русский витязь）成功试飞。1914年获得圣彼得堡工学院名誉工程学位。俄国陆军定购了一小批其设计的S-6-B飞机。西科尔斯基还是世界上第一架四引擎飞机，伊利亞·穆羅梅茨轰炸机，建造过程的首席工程师，并于1913年5月13日亲自首次试飞这架飞机。在第一次世界大战中，西科尔斯基为沙俄军队制造了80多架重型四引擎轰炸机，被授予圣弗拉基米尔十字胸章。1917年，俄国十月革命爆发，1918年3月，他将妻儿留在苏俄，只身为在俄国的法国部队做工程师。1919年内战停火后，由于在已经被战争严重破坏的欧洲特别是俄罗斯看不到飞行的希望，西科尔斯基移民美国。
到美国后，西科尔斯基曾任教於羅德島大學和橋港大學，并一直在航空界寻求机会。1923年在几个前俄罗斯军官的帮助下西科尔斯基成立了“西科斯基航空工程公司”。刚开始的日子很难过，所幸得到了音乐家谢尔盖·拉赫玛尼诺夫的资助，他还担任了西科斯基公司的副总裁。1924年，西科斯基的S-29飞机投入使用。1928年西科尔斯基加入美国籍。1929年西科斯基航空工程公司被联合飞行器与运输公司（现联合技术公司）收购，成为其子公司。当时西科斯基公司制造了大量的水上飞机，如著名的S-42（泛美快帆），这种飞机被泛美航空公司用于跨大西洋飞行。1939年9月14日沃特-西科斯基 VS-300直升机首飞。1940年5月13日进行了自由飞行。尽管这不是历史上第一次成功的直升机飞行，但这是第一次具有单旋翼带尾桨布局的直升机飞行。
1958年，西科尔斯基退休，但仍然在西科斯基公司里担任顾问，他最后一款直接参与设计的直升机H-34已经大批量生产。1970年，他仍然關心正在研究的S-67 黑鷹攻擊直升機，1972年10月，西科尔斯基去世。

## 備註
1. ↑    - 烏克蘭語：，羅馬化：Ihor Ivanovych Sikorskyi
  - 俄语：，羅馬化：Igor Ivanovich Sikorskiy
  - 英語：

### 引用
1. ↑  .   [2016-02-15]. （原始内容存档于2016-02-23）.
2. ↑  .   [15 лютого 2016]. （原始内容存档于22 лютого 2016）.  的存檔，存档日期2016-02-22.
3. ↑  .   [15 лютого 2016]. （原始内容存档于23 березня 2016）.  的存檔，存档日期2016-03-23.
4. ↑  "History & Timeline of the University of Rhode Island." （页面存档备份，存于） University of Rhode Island. Retrieved: July 17, 2010.

### 延伸閱讀
- Delear, Frank J. Igor Sikorsky: His Three Careers in Aviation. New York: Dodd Mead, 1969, Revised edition, 1976. ISBN 978-0-396-07282-9.
- Hacker, Barton C. and Margaret Vining. American Military Technology: The Life Story of a Technology. Baltimore, Maryland: Johns Hopkins University Press, 2007. ISBN 978-0-8018-8772-7.
- Ikenson, Ben. Patents: Ingenious Inventions, How They Work and How They Came to Be. （页面存档备份，存于） New York: Black Dog & Leventhal Publishers, 2004. ISBN 978-1-57912-367-3.
- Lake, Jon. The Great Book of Bombers: The World's Most Important Bombers from World War I to the Present Day. St. Paul, Minnesota: MBI Publishing Company, 2002. ISBN 0-7603-1347-4.
- Leishman, J. Gordon. "The Dream of True Flight." Online summary:Principles of Helicopter Aerodynamics.. Cambridge, UK: Cambridge University Press, 2006. ISBN 0-521-85860-7.
- Leishman, J. Gordon. Principles of Helicopter Aerodynamics. （页面存档备份，存于） Cambridge, UK: Cambridge University Press, 2006. ISBN 0-521-85860-7.
- Murphy, Justin D. Military Aircraft, Origins to 1918: An Illustrated History of Their Impact (Weapons and warfare series). Santa Barbara, California, USA: ABC-CLIO, 2005. ISBN 1-85109-488-1.
- Sikorsky, Igor Ivan. The Story of the Winged-S: Late Developments and Recent Photographs of the Helicopter, an Autobiography. New York: Dodd, Mead, originally published 1938 (updated editions, various years up to 1948), Revised edition, 1967.
- Spenser, Jay P. Whirlybirds, A History of the U.S. Helicopter Pioneers. Seattle, Washington, USA: University of Washington Press, 1998. ISBN 0-295-97699-3.
- Woods, Carlos C. "Memorial Tributes", pp. 253–266. （页面存档备份，存于） Igor Ivan Sikorsky. Washington, D.C.: National Academy of Engineering (The Academy), 1979.